# Radykalna Unia Obywatelska
Radykalna Unia Obywatelska (hiszp.Unión Cívica Radical, UCR) – argentyńska partia polityczna.
Została założona 26 czerwca 1891. Jest najstarszą obecnie istniejącą partią polityczną w Argentynie. W swojej ideologii łączy elementy radykalizmu, socjalliberalizmu, socjaldemokracji i centryzmu. Należy do Międzynarodówki Socjalistycznej.
Przez wiele lat pozostawała w opozycji do rządów Peronistów. Pod rządami junty działała nielegalnie. W 1983 jej lider Raúl Alfonsín został wybrany na prezydenta Argentyny.
W wyborach parlamentarnych w 2005 roku uzyskała 8,9 głosów i zdobyła 10 miejsc w Izbie Deputowanych oraz 2 miejsca w Senacie. Przewodniczącym jej Komitetu Narodowego od 2006 roku jest Gerardo Morales.